# Geschichte der Prinzessin von Deryabar

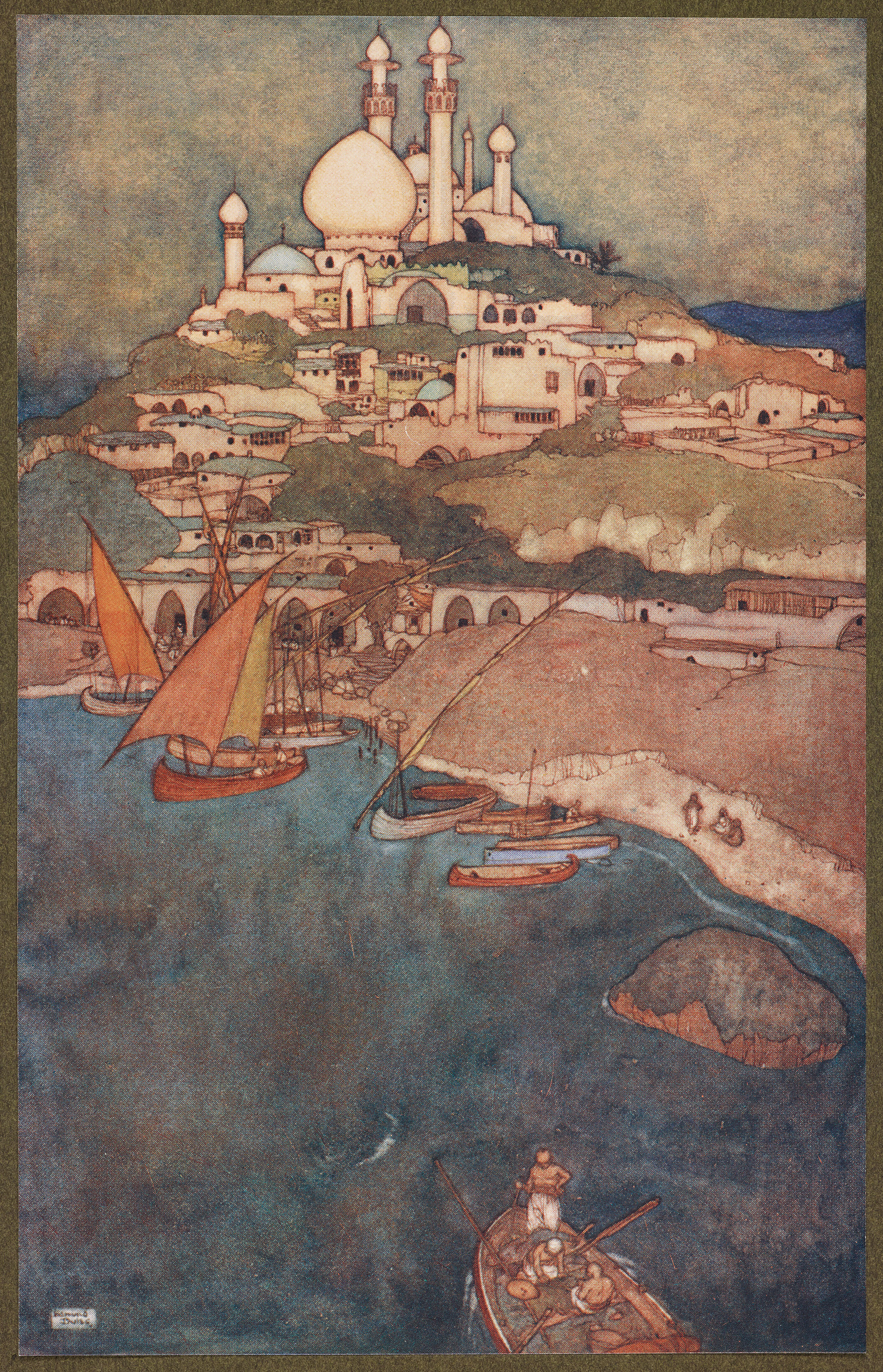
Die Stadt Deryabar. Zeichnung von Edmund Dulac, 1907.

Die Geschichte der Prinzessin von Deryabar ist ein orientalisches Märchen aus den Geschichten aus Tausendundeiner Nacht. In der Arabian Nights Encyclopedia ist sie als ANE 348 gelistet (→ Tausendundeine Nacht – Liste der Geschichten).
Sie erzählt von der Leidensgeschichte der Prinzessin von Deryabar und ist eine Binnengeschichte in der größeren Erzählung der Geschichte Chodadads und seiner Brüder.

## Handlung
Auf einer Insel lag eine große Stadt namens Deryabar, über die lange Zeit ein reicher, mächtiger und tugendhafter König herrschte, der jedoch keine Kinder hatte. Nach langer Zeit und vielen Gebeten brachte seine Gemahlin ein Kind zur Welt, allerdings zum Ärger des Königs keinen Sohn, sondern eine Tochter. Gleichwohl ließ er seine Tochter gut erziehen und die Regierungskunst lehren, damit sie nach seinem Tod den Thron besteigen konnte. Eines Tages ging der König auf die Jagd. In der Nacht verirrte er sich und traf zufällig auf die Hütte eines schwarzen Riesen, der eine Frau mit ihrem Kind gefangen hielt. Der König hörte, wie der Riese der Frau befahl ihn zu lieben, doch sie lehnte ab und erzürnte den Riesen. Bevor dieser ihr etwas antun konnte, drang der König ein und tötete den Riesen. Die Frau erklärte dem König, dass sie die Gattin eines Araberfürsten ist und der Riese ein Offizier ihres Mannes war. Der Riese sei in Leidenschaft zu ihr entbrannt, habe sie geraubt, um sie – allerdings nicht gegen ihren Willen – zu lieben. Der König nahm die Frau und ihren kleinen Sohn mit nach Deryabar. Der Gatte der Frau aber kam nicht, um sie abzuholen, und so blieben sie bei ihm.
Der König zog den Sohn der Fürstengattin auf, der sich in dessen Tochter verliebte. Doch der König weigerte sich ihm, seine Tochter zur Frau zu geben. In Zorn entbrannt und von Rache geleitet, zettelte der Fürstensohn gegen den König eine Rebellion an, erwürgte ihn und übernahm selbst den Thron von Deryabar. Das Mädchen, dass er begehrte, die Prinzessin von Deryabar, floh jedoch mit Hilfe einer Hofmeisterin und des Großwesirs, die sie begleiteten von der Insel von Deryabar. Doch geriet das Schiff in einen schweren Sturm und wurde gegen einen Felsen geschleudert. Nur die Prinzessin überlebte. Am Ort des Unglücks wurde sie von einem König und seinen Männern gefunden, der sie auf sein Schloss brachte, wo er ihr schließlich die Ehe anbot. Als der König von Zanguebar (Sansibar) die Insel überfiel und alles niedermachte, gelang der Prinzessin und ihrem Gatten zwar die Flucht, doch wurde ihr Schiff schon bald von Piraten überfallen. Die Piraten entbrannten in Leidenschaft zu der schönen Prinzessin und begannen einander umzubringen, bis nur noch einer von ihnen übrig war. Als er erfuhr, dass der Mann an ihrer Seite ihr Gatte war, tötete er ihn. Die Prinzessin wollte er als Sklavin einem Freund in Kairo übergeben. Schließlich gelangten sie zu einem Schloss, das einem Schwarzen gehörte. Der Schlossherr überfiel die Vorbeireisenden, um sich von ihnen zu ernähren. So tötete er auch den Seeräuber und nahm die Prinzessin gefangen. Er entbrannte in Liebe zu ihr, wollte sie aber nicht vergewaltigen.

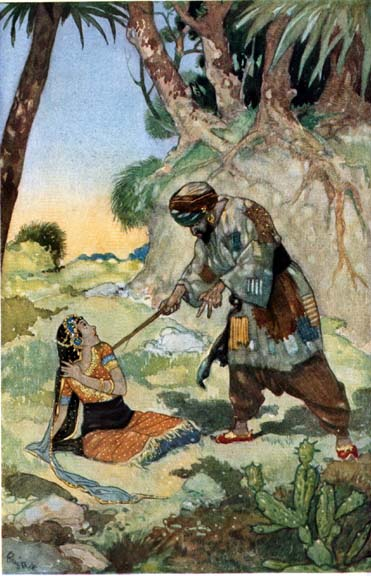
Der Kannibale nimmt die Prinzessin von Deryabar gefangen. Zeichnung von René Bull, 1907.

Die Erzählung der Prinzessin endet und geht über in die größere Erzählung der Geschichte Chodadads und seiner Brüder.

## Hintergrund
Die Hauptgeschichte Chodadads und seiner Brüder, in die Erzählung eingebettet ist, wurde vom Verleger in Antoine Gallands Adaption Les mille et une nuits in einer von dem französischen Orientalisten Pétis de la Croix erstellten Fassung hinzugefügt, ohne dass Galland davon wusste oder es billigte. Eine arabische Version, die vor Galland entstand, ist nicht bekannt. Entsprechende Übernahmen der Geschichte, etwa durch Max Habicht, Gustav Weil, Richard Francis Burton und Enno Littmann gingen entsprechend direkt auf die Galland-Fassung von Pétis de la Croix zurück.

## Ausgaben
- Max Habicht: Tausend und eine Nacht – Arabische Erzählungen, F.W. Hendel Verlag, Leipzig 1926 (Erstausgabe 1825–1838), Band 5, S. 19–29.
- Gustav Weil: Tausend und eine Nacht – Arabische Erzählungen, Karl Müller Verlag, Erlangen 1984 (Erstausgabe 1839), Band 3, S. 47–53.
- Enno Littmann: Die Erzählungen aus den tausendundein Nächten, Insel Verlag, Frankfurt 1968, Band 6, S. 316–325.